# Vagotomie
La vagotomie est la section chirurgicale du nerf pneumogastrique, ou nerf vague, au niveau de l'abdomen.

## Indications
La vagotomie peut constituer une intervention efficace en cas d'ulcère gastroduodénal. Le nerf pneumogastrique est en effet responsable de la sécrétion acide de l'estomac, laquelle favorise l'apparition d'ulcères.
Les indications de la vagotomie ont été rendues exceptionnelles par les progrès réalisés dans le traitement médical de l'ulcère gastroduodénal.